# Contea di Mistretta
La contea di Mistretta fu un antico feudo esistito in Sicilia tra la fine dell'XI secolo e gli inizi del XV secolo. Il suo territorio comprendeva gli attuali comuni di Mistretta, Pettineo, Reitano e Santo Stefano di Camastra, in provincia di Messina.

## Storia
Il feudo sorse nel 1070 sotto Ruggero I d'Altavilla, che con diploma del 1101 concesse il castello e il suo territorio all'Abbazia della Santissima Trinità di Mileto, retta da Roberto di Grantmesnil. Nel 1160, del titolo di conte di Mistretta fu investito dal re Guglielmo il Malo, il francese Matteo Bonello.
Più volte demanializzata, la terra di Mistretta venne infeudata nel 1338 da Blasco II Alagona, con il quale nel 1348 fu elevata a contea. Gli succedette il figlio Artale, che con un decreto del 16 aprile 1365 emanato dal re Federico IV di Aragona, permutò la Contea con le terre di Paternò e Francavilla, assumendo il titolo di Conte di Paternò. Il sovrano aragonese concesse Mistretta a Manfredi III Chiaramonte, ma nel 1367 tornò nuovamente in possesso dell'Alagona.
Nel 1392, la contea passò a Blasco III Alagona - fratello minore di Artale che la riebbe in dote nel 1389 - con il quale gli Alagona persero il suo controllo nel 1396. Fu definitivamente soppressa da re Martino I di Sicilia con un privilegio dell'8 febbraio 1405, e reintegrata assieme ai suoi casali al regio demanio.